# Jan Jansen
Johannes Hendrikus „Jan” Jansen (ur. 26 lutego 1945 w Basdorf) – holenderski kolarz torowy i szosowy, wicemistrz olimpijski.

## Kariera
Największy sukces w karierze Jan Jansen osiągnął w 1968 roku, kiedy wspólnie z Leijnem Loevesijnem wywalczył srebrny medal w wyścigu tandemów podczas igrzysk olimpijskich w Meksyku. Na tych samych igrzyskach zajął również piąte miejsce w sprincie indywidualnym. Ponadto wielokrotnie zdobywał medale torowych mistrzostw Holandii, w tym trzy złote w wyścigach tandemów (1968, 1970 i 1971). Startował także w wyścigach szosowych, ale bez większych sukcesów. Nigdy nie zdobył medalu na szosowych ani torowych mistrzostwach świata.
Jego bracia André i Harrie również byli kolarzami.